# Pogo Mixtape Vol. 1
Pogo Mixtape Vol.1 è il settimo album in studio del gruppo italiano Finley, pubblicato il 17 maggio 2024 per Warner Music Italy.

## Tracce
1. Goonies (feat. J-Ax) – 2:58
2. Porno (feat. Naska) – 3:12
3. Killer (feat. Rose Villain) – 2:37
4. Perdonaci (feat. dARI) – 3:02
5. F.A.Q. (feat. Divi) – 2:08
6. Fuori di testa (feat. Walls) – 2:53
7. Blockbuster (feat. Bambole di pezza) – 2:55
8. A me piace il punk rock (feat. Ludwig) – 2:45
9. I miei amici (feat. Punkreas) – 2:44
10. Bud Spencer (feat. Fast Animals and Slow Kids) – 2:48
11. Politically correct (feat. Benji) – 2:23
12. Diventerai una star (feat. La La Love You) – 3:06
13. Elettroshock (feat. Sethu) – 3:01
14. Hai paura del buio? (feat. Fasma) – 3:07

## Formazione
Finley
- Pedro (Marco Pedretti) – voce
- Ka (Carmine Ruggiero) – chitarra, cori
- Dani (Danilo Calvio) – batteria, cori
- Ivan (Ivan Moro) – basso, cori

Produzione
- Daniele Brian Autore – produzione artistica

Altri artisti
- Bambole di pezza (traccia 7)
- Benji (traccia 11)
- dARI (traccia 4)
- Fasma (traccia 14)
- Fast Animals and Slow Kids (traccia 10)
- J-Ax (traccia 1)
- La La Love You (traccia 12)
- Ludwig (traccia 8)
- Divi (traccia 5)
- Naska (traccia 2)
- Punkreas (traccia 9)
- Rose Villain (traccia 3)
- Sethu (traccia 13)
- Walls (traccia 6)